# Mamani Keïta
Mamani Keïta är artistnamnet för den maliska sångerskan och musikern Assiatan Keïta, född 20 oktober 1965 i Bamako. Hennes far tillhör mandinkafolket och hennes mor bambarafolket.
Keïta uppfostrades av sin mormor som lärde henne att sjunga och spela  traditionell västafrikansk musik  och sjunga de sånger på bambara som ansågs kunna bota sjuka. Hon började spela teater och sjunga med en lokal orkester och turnerade i Afrika med Badema National.
Hon flyttade till Frankrike år 1987 och arbetade som körsångerska för Salif Keïta. År 1998 blev hon medlem i gruppen Tama tillsammans med bland andra   Djanuno Dabo från Guinea och   Tom Diakité från Mali som spelar en blandning av västafrikansk och europeisk musik.
Keïta släppte sin första skiva, Elektro Bamako, 2001 och år 2015 var hon en av initiativtagarna till supergruppen Les Amazones d'Afrique. I sin musik blandar hon  traditionella instrument som kora och ngoni med bland annat klarinett och kinesisk luta.

## Diskografi
- 2001 Electro Bamako
- 2006 Yéléma
- 2011 Gagner L’argent Français
- 2012 Kanou
- 2018 Visions Of Selam